# Aleš Ferdinand Vratislav z Mitrovic
Aleš, Alex, nebo též Alexandr Ferdinand hrabě Vratislav z Mitrovic (starším pravopisem Alexius Ferdinand Wratislav z Mitrowicz, německy Alexius Ferdinand Freiherr Wratislaw von Mitrowitz, 1616 - 8. února 1669, 1670, nebo 1672) byl český šlechtic ze Štěpánské linie rodu Vratislavů z Mitrovic. Od mládí působil v zemských úřadech Českého království, nakonec zastával funkci prezidenta české komory (1656–1667). Na svých statcích realizoval výstavbu zámku ve Lnářích.

## Život
Narodil se jako syn Ladislava Vratislava z Mitrovic (1580–1624) a jeho manželky Anny Netvorské z Březí na Suchdole.
Aleš Ferdinand byl ještě jako nezletilý spolu se strýcem Václavem Vratislavem z Mitrovic a několika dalšími příbuznými povýšen do stavu svobodných pánů (1629). V roce 1635 byl u dvora Ferdinanda II. jmenován truksasem (číšníkem), později za vlády Ferdinanda III. dosáhl hodnosti císařského komořího (1656), u dvora ale příliš nepobýval, protože se dlouhodobě uplatňoval především v zemské správě Českého království. V letech 1641–1646 byl hejtmanem Vltavského kraje, poté přešel do Prahy, kde byl radou dvorského a komorního soudu, v letech 1646–1653 byl také hejtmanem Nového Města pražského. Následně postupoval ve funkcích ve finanční správě, v roce 1651 se stal radou české komory a v roce 1653 byl na zemském sněmu zvolen nejvyšším berníkem Českého království. V letech 1656–1667 byl nakonec prezidentem české komory, z titulu této funkce byl zároveň členem sboru místodržících a přísedícím zemského soudu, byl také jmenován císařským radou.
Datum úmrtí Aleše Ferdinanda Vratislava je v různých zdrojích uváděno v rozmezí let 1669–1672, respektive leden 1673, pohřben je se svou druhou manželkou Ludmilou Maxmiliánou Lažanskou z Bukové v bazilice Nanebevzetí Panny Marie v Praze na Strahově.

## Majetkové poměry a stavební aktivity

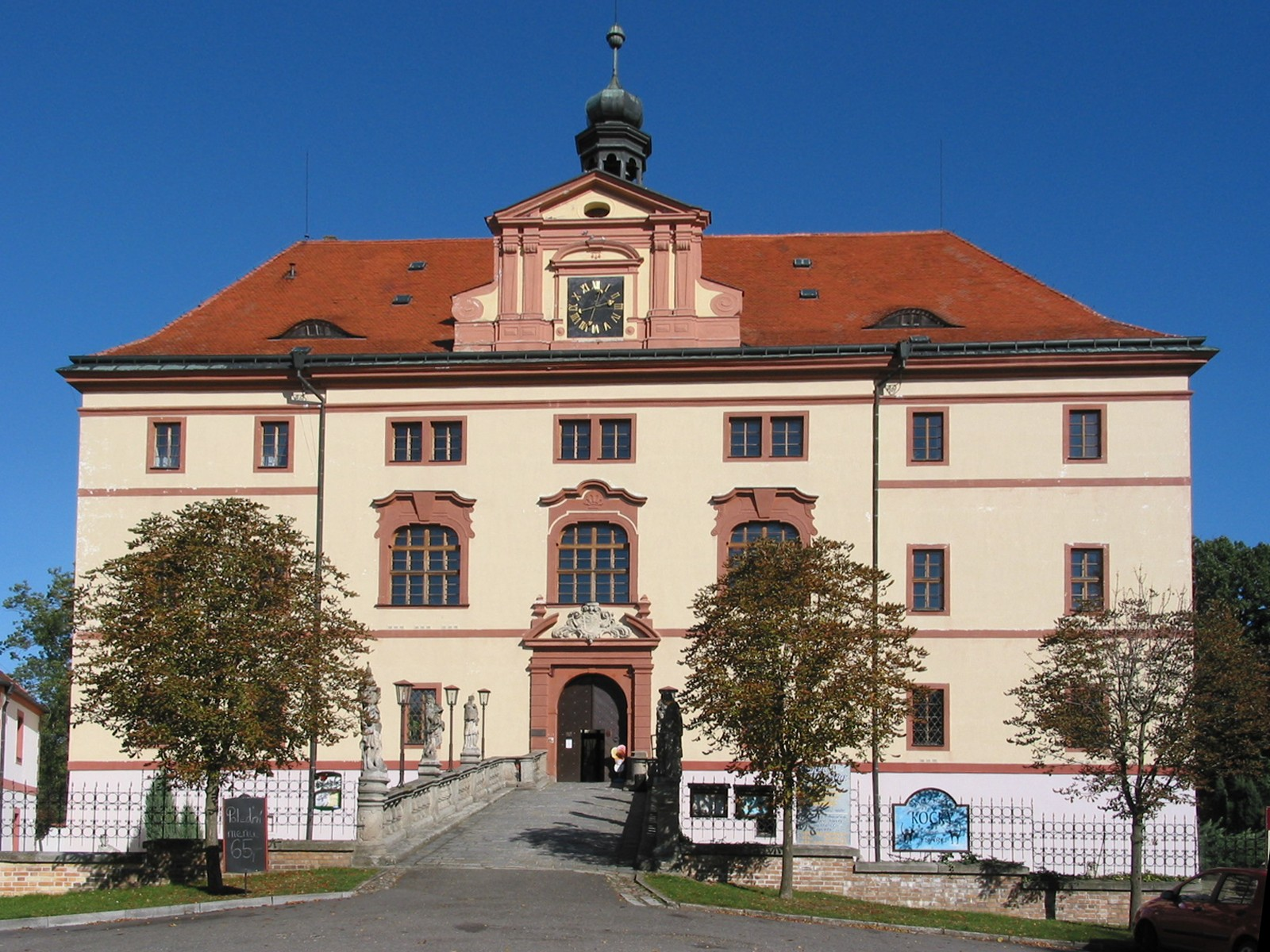
Nový zámek Lnáře

Původně byl majitelem panství Nalžovice na Sedlčansku, které zdědil po matce. Součástí tohoto panství byl statek Suchdol, který byl s tvrzí a dvěma vesnicemi v roce 1637 prodán Čabelickým ze Soutic. V roce 1652 koupil panství se zámkem Nový Ronov. Tento majetek prodal v roce 1658 Věžníkům z Věžníkem za 30 000 zlatých, v roce 1659 prodal i Nalžovice. Díky tomu získal finance na své další akvizice a v roce 1659 koupil v jižních Čechách panství Lnáře. Karel Tříska však uvádí až rok 1660. Ještě v roce 1659 přikoupil sousední Tchořovice a v následujících letech získal také několik dalších statků (Mladý Smolivec 1664, Polánka 1664, Hvožďany 1666, Záboří 1662, Bělčice 1663). Těmito obchody vybudoval doménu zahrnující přes třicet vesnic a dvě městečka (Lnáře a Kasejovice). Rozsah lnářského panství dokládá obrazová mapa z roku 1698 vzniklá až za následujících majitelů Černínů (mapa je dnes součástí sbírek Západočeského muzea v Plzni).
V těsném sousedství starého zámku ve Lnářích nechal postavit nový barokní zámek, který se měl stát panským sídlem. Projektantem novostavby byl významný architekt Carlo Lurago, s nímž se Aleš Ferdinand osobně znal, Luragovo autorství je doloženo také smlouvou o provedení stavby z roku 1663. Aleš Ferdinand však zemřel ještě před jeho dokončením a dvě nejstarší dcery, Marie Terezie a Eva Konstancie, panství 21. ledna 1675 prodaly Humprechtu Janu Černínovi za 180 000 zlatých. Humprecht v Lnářích nebydlel a vrchnost zde roku 1679 zastupoval hejtman Jan František Grejnár z Veveří. Po Humprechtově smrti v roce 1682 Lnáře připadly jeho mladšímu synovi Tomáši Zachariáši Černínovi, který stavbu podle plánů stavitele G. B. Maderny v letech 1683–1686 dokončil.
Kromě aktivit na panství Lnáře nechal postavit dům č.p. 1 na náměstí v Příbrami (označovaný též jako Mitrovický palác).
Aleš Ferdinand neměl mužského potomka, rod pokračoval v osobách otcových bratrů Adama a Václava (1576–1635). Další bratr, Vilém Zdeněk († 19. ledna 1637), byl velkopřevorem české komendy Maltézského řádu.

### Manželství a rodina
Aleš Ferdinand Vratislav byl třikrát ženatý. Jeho první manželkou byla Salomena Benedová z Nečtin, podruhé se oženil 20. dubna 1648 s Ludmilou Maxmilianou Lažanskou z Bukové († 1669), dcerou Ferdinanda Rudolfa Lažanského. Z tohoto manželství se narodilo pět dcer, z nichž Marie Ludmila a Rosálie Anna byly jeptiškami, další dcera Eva Konstancie (1655–1700) byla provdaná Morzinová, nejmladší Marie Terezie byla provdaná Paradiesová. Potřetí se oženil v roce 1669 s Kateřinou Polyxenou z Lobkovic (1650–1709), dcerou císařského rady a nejvyššího lovčího Františka Viléma Popela z Lobkovic.